# Coleoxestia setigera
Coleoxestia setigera là một loài bọ cánh cứng trong họ Cerambycidae.